# Темний кінець вулиці
«Темний кінець вулиці» (англ. The Dark End of the Street) — американський драматичний фільм 1981 року, написаний та знятий режисером Яном Еглесоном з Лорою Лора Херрінгтон у головній ролі.

## Синопсис
Якщо підліткова пара не зізнається в тому, що знає про смерть друга, то невинну людину можуть повісити за вбивство, яке вона не скоювала.

## Акторський склад
| Актор              | Роль     |
| ------------------ | -------- |
| Лора Херрінгтон    | Донна    |
| Генрі Томашевскі   | Біллі    |
| Мішель Ґрін        | Марлін   |
| Ленс Генріксен     | Джиммі   |
| Памела Пейтон-Райт | Мері Енн |
| Теренс Грей        | Ітан     |
| Бен Аффлек         | Томмі    |

## Виробництво
Фільм знімався в Кембриджі, штат Массачусетс.

## Випуск
Фільм вийшов у прокат у Нью-Йорку 10 червня 1981 року.

## Відгуки
Вінсент Кенбі з The New York Times дав позитивну рецензію на фільм, назвавши його «надзвичайно досконалим прикладом того, що раніше називали життєвою драмою, різновидом кіно, яке, здається, останнім часом вийшло з моди».
Леонард Малтін відзначив фільм трьома зірками, назвавши його «реалістичним зображенням способу життя та проблем міського робітничого класу».